# Чили на летних Олимпийских играх 1896
Чили впервые участвовали на летних Олимпийских играх 1896 и были представлены одним легкоатлетом Луисом Суберкасо. Однако он не получил ни одной медали и не упомянут ни в одном официальном отчёте об Играх.

## Результаты соревнований

### Лёгкая атлетика
| Соревнование | Спортсмен      | Предварительный раунд | Предварительный раунд | Финал     | Финал     |
| Соревнование | Спортсмен      | Результат             | Место                 | Результат | Место     |
| ------------ | -------------- | --------------------- | --------------------- | --------- | --------- |
| 100 метров   | Луис Суберкасо | неизвестен            | неизвестно            | не прошёл | не прошёл |
| 400 метров   | Луис Суберкасо | неизвестен            | неизвестно            | не прошёл | не прошёл |
| 800 метров   | Луис Суберкасо | неизвестен            | неизвестно            | не прошёл | не прошёл |